# 노주봉
노주봉(盧周鳳, 일본식 이름: 豊川守弘도요카와 모리히로, 1900년 7월 25일 ~ 1945년 9월 10일)은 일제강점기의 경찰로, 아명(兒名)은 노주현(盧周鉉)이며 본관은 풍천(豊川)이다. 원적지는 전라남도 광주군 광주읍이며 전라남도 나주 출생으로, 전라남도 지역에서 발생한 광주학생운동 수사를 담당한 경찰이었다.

## 생애
광주공립농업학교를 졸업한 뒤 경찰관 시험에 합격하여 1920년대부터 전남 경찰부 보안과에서 일했다. 광주학생운동 이후 전남 지역의 독립 운동가들을 색출, 수사, 고문하면서 공을 쌓아 경시 계급에 올랐다.
노주봉이 맡아 수사한 대표적인 사건으로는 1929년의 광주 학생 운동, 1932년 김호선, 정동화, 윤승현 등이 검거된 전남노농협의회 사건, 1934년 전남노농협의회를 재건하려다 김홍배, 황동윤, 이기홍, 오문현 등이 연루된 전남운동협의회 사건, 1942년 기한도, 윤봉현, 강한수 등 학생들이 옥사한 무등회 사건(제2차 광주 학생 운동) 등이 있다.
노주봉은 반민족행위특별조사위원회가 활동하기 전인 1945년 사망하여 공식 기록으로는 그의 활동상을 확인하기 어려우나, 이들 사건에 연루되어 그에게 취조를 당했던 사람들의 증언에 의하면 고문 과정에서 그 잔인성이 극에 달했으며 사건의 조작을 일삼았다고 전해진다. 노주봉은 광복 당시 경찰 최고위직인 경시에 올라 있던 조선인 8명 중 한 명이기도 했다.
일제가 패망해 물러간 후에도 미군정에 의해 전라남도 경찰부장에 임명되면서 친일 전력이 있는 경찰들을 등용하고 건국준비위원회와 여타 자치적인 지역 조직을 분쇄하는 일을 했다. 일제하에서 고문 경찰로 악명을 떨치던 이들이 광복 후까지 득세하는데 대하여 사람들의 불만이 쌓이던 중, 노주봉의 부하인 강홍섭이 시민들에게 구타당해 살해되었고, 그 역시 광주에서 김영일, 정판국, 김이현에 의해 암살되었다.
2008년 민족문제연구소에서 친일인명사전에 수록하기 위해 정리한 친일인명사전 수록예정자 명단에 포함되었으며 친일반민족행위진상규명위원회가 발표한 친일반민족행위 705인 명단에도 포함되었다.

## 같이 보기
- 광주학생운동

## 참고자료
- 반민족문제연구소 (1994년 3월 1일). 〈노주봉 - 해방 직후 암살된 친일경찰 (안진)〉. 《청산하지 못한 역사 3》. 서울: 청년사. ISBN 9788972783145.
- “[친일파 바로알기] 친일 고문 경찰의 대부- 노주봉”. 경북대신문. 2000년 8월 13일. 2008년 4월 10일에 확인함.